# 聖トマスの懐疑 (ストーム)

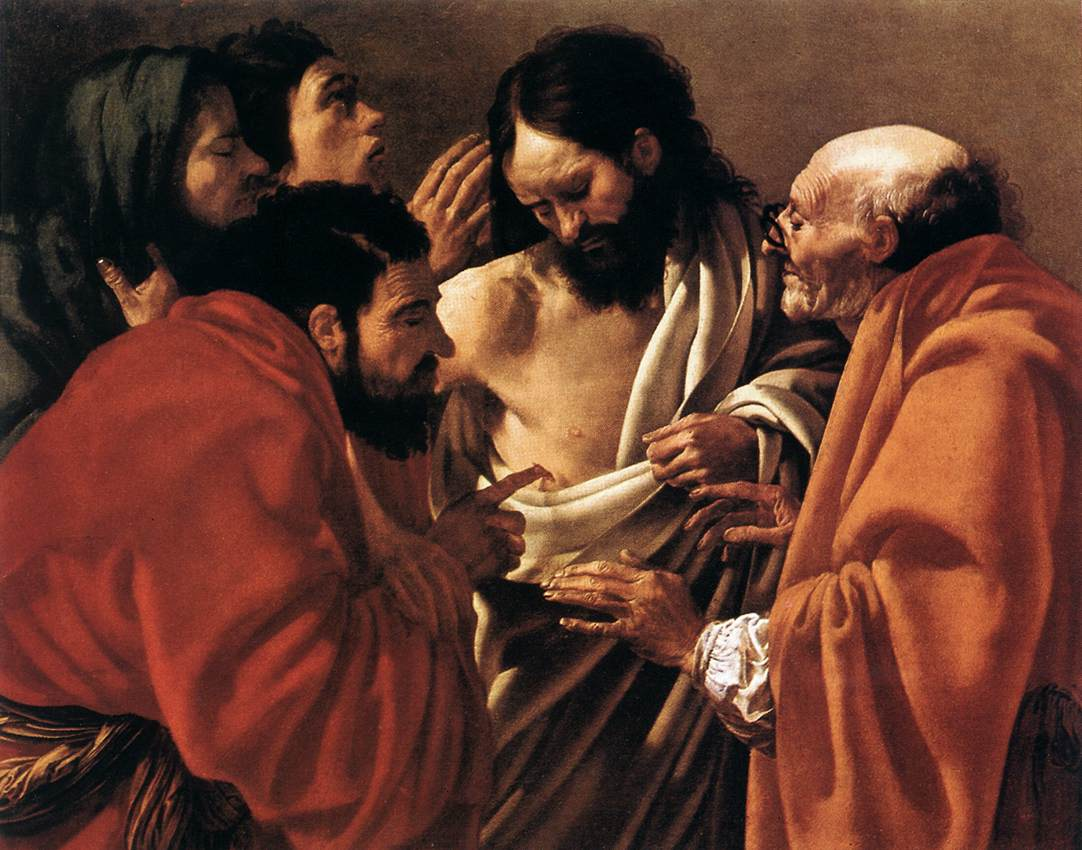
ヘンドリック・テル・ブルッヘン 『聖トマスの懐疑』(1621-1623年) アムステルダム国立美術館

『聖トマスの懐疑』（せいトマスのかいぎ、西: La incredulidad de Santo Tomás、英: The Incredulity of Saint Thomas）は、17世紀オランダ絵画黄金時代の画家マティアス・ストームが1640–1649年にキャンバス上に油彩で制作した絵画で、マドリードのプラド美術館に収蔵されている。また、ストームによる同主題の別のヴァージョンがベルガモのスコッティ男爵 (Baron Scotti) のコレクションに収蔵されている。両作ともストームのシチリア滞在中に制作された。プラド美術館の作品は、ヘンドリック・テル・ブルッヘンが1621-1623年ごろに制作した『聖トマスの懐疑』(アムステルダム国立美術館) とルーベンスが1613–1615年に制作した『聖トマスの懐疑』(アントワープ王立美術館) の影響を受けている。

## 帰属
本作は、1734年のマドリード旧王宮の火災から救い出された作品の1つとして、最初に記録文書に登場している。当時は、イタリア・バロック期の画家グエルチーノによる作品の複製であると考えらていた。1772年のマドリード王宮の別の目録では、ストームの師であるヘラルト・ファン・ホントホルストに再帰属がなされた。この誤った帰属が1963年まで続いた後、作品はヘンドリック・テル・ブルッヘンへと帰属が改められた。アーサー・フォン・シュナイダー (Arthur von Schneider) は最初にストームを本作の作者として挙げたが、ずっと後の1985年になって、目録は最終的にこの帰属を採用した。

## 作品
本作に描かれている主題は『新約聖書』「ヨハネによる福音書」 (20:19-29) ならびにヤコブス・デ・ウォラギネの『黄金伝説』から取られている。十二使徒の1人であった聖トマスが、深い信仰と信念に欠けていたためにキリストの復活に疑念を抱き、それを確かめるためにキリストの脇腹の傷に指を差し入れているところである。背中を向けた聖トマスの不自然な姿勢、重苦しい空気によって、奇跡の一瞬がリアルに表現され、時が止まったかのような印象を与える。
画面の人物は、卑俗的ともいえる極端な写実性で描かれている。復活したキリストの姿が強い光によって暗い背景の上にくっきりと浮かび上がり、キリストに相対する聖トマスの頭部は後方からの光に照らされている。キリストの脇腹に差し込まれる聖トマスの指にすべてのドラマが集中している。
同時代のスペインの画家ホセ・デ・リベーラに比べれば、滑らかで平坦な筆触は、北ヨーロッパのカラヴァッジスティ (イタリア・バロック期の巨匠カラヴァッジョの追随者) に共通するものである。本作には、イタリア的要素と北ヨーロッパ的要素の組み合わせによって、ほとんど彫刻的とさえいえる強調されたヴォリュームが表されている。
この作品はストームの円熟期の作品に違いない。解剖学の実践の成果が発揮されている中景の人物のモニュメンタリティー、容貌や衣服の精緻な描写にストームの特徴がよく示されており、画家の最も個人的な様式を示す作品の1つとなっている。